# Henk de Wolf
Hendrik Maarten (Henk) de Wolf (Oegstgeest, 21 augustus 1893 - Haarlem, 10 december 1955) was een Nederlands gewichtheffer. Hij nam eenmaal deel aan de Olympische Spelen, maar won hierbij geen medailles.
Op de Olympische Zomerspelen 1928 in Amsterdam vertegenwoordigde hij Nederland op 34-jarige leeftijd. Hij kwam uit op het onderdeel gewichtheffen in de klasse vedergewicht (tot 62 kg). Hij scoorde 247,5 kg (drukken: 72,5 kg, trekken: 75 kg, stoten: 100 kg) en eindigde hiermee op een zestiende plaats overall.